# ダブルウィッシュ
ダブルウィッシュは吉本興業東京本社（東京吉本）所属のお笑いコンビである。ベトナム住みます芸人。東京NSC13期生（中川新介のみ）。

## メンバー
中川 新介（なかがわ しんすけ、1982年6月25日 - ）
- ボケ担当 。立ち位置は向かって左。
- 熊本県熊本市出身。熊本市立河内小学校分校、熊本市立河内中学校、熊本高校、北予備（小倉校）を経て中央大学経済学部卒業。
- 身長：161cm、体重：53kg、足のサイズ：26cm、血液型：O型
- 一般女性と結婚し、長女と三人でベトナム移住。
- 日本初のZoomerを名乗っている。
- YouTubeチャンネル「ベトスッキーと学ぶベトナム語専門学校」の編集を担当している。

井手 一博（いで かずひろ、1983年2月6日 - ）
- ツッコミ担当 。立ち位置は向かって右。
- 熊本県熊本市出身。熊本市立桜木小学校、熊本市立桜木中学校、熊本県立第二高等学校、熊本学園大学、A&B専門学校卒業。松竹衣装株式会社に入社し、フジテレビのドラマ出演者等へのスタイリストを担当した。同社退社後、中川新介とコンビ結成。
- 身長：168cm、体重：62kg、血液型：B型。
- 同期のザ・プレジデントの石井と非常に仲が良く週のほとんどは一緒にいた。

## 来歴
2人は高校時代テレビ熊本の番組『若っ人ランド』のスタッフとして選出され、共演する。それぞれ進学と就職で別々に上京し、中川がNSC卒業後に井手に声をかけ、2008年4月お笑いコンビを結成。
2015年6月『アジア版「あなたの街に住みますプロジェクト」の芸人』（総称「住みますアジア芸人」）としてベトナム・ホーチミン市に住み始める。ベトナム語を学び、ベトナム人向けの活動を行っている。

## 出演
- クイズ30〜団結せよ!〜（フジテレビ、2014年9月14日）- 井手のみ
- ロンドンハーツネットムービー
- 福家警部補の挨拶（フジテレビ）
- スター姫さがし太郎（テレビ東京）–中川のみ
- 笑っていいとも!–どやてくZ–（フジテレビ）–中川のみ
- 眠れるスター目覚ましバラエティ ハックツベリー（テレビ東京）
- 初詣!爆笑ヒットパレード
- 第51回爆笑ヒットパレード2018
- 吉本坂46が売れるまでの全記録　ー中川のみ
- Thách Thức Danh Hài mùa 4（ベトナム）
- Thách Thức Danh Hài mùa 5（ベトナム）

## LIVE
- ワレラ13
- パナマジハリウッド
- irodori〜Audition・Lesson

## 配信限定シングル
| 発売日         | タイトル                                  | レーベル        |
| -------------- | ----------------------------------------- | --------------- |
| 2018年2月14日  | 意味が無い cw/拝啓 皆様、元気にしてます。 | YOSHIMOTO MUSIC |
| 2023年10月4日  | みんな来い来いベトナム                    | YOSHIMOTO MUSIC |
| 2023年10月25日 | Không Hiểu                                | YOSHIMOTO MUSIC |
| 2023年11月8日  | Nay Thành Thổ Địa                         | YOSHIMOTO MUSIC |
| 2023年11月22日 | Dưới Hoa Anh Đào                          | YOSHIMOTO MUSIC |
| 2024年1月31日  | 123 dzô                                   | YOSHIMOTO MUSIC |